# Рикардо Орта
Рикардо Жоржо да Луз Орта (на португалски: Ricardo Jorge da Luz Horta) португ. произношение: [ʁiˈkaɾduˈɔɾtɐ] (Рикарду Ортъ); роден на 15 септември 1994 в Собреда) е Португалия футболист, играещ на поста защитник. Играе за Брага и националния отбор по футбол на Португалия. Участник на Мондиал 2022.

## Успехи

### Брага
- Шампион на Португалия (1): 2020/21
- Купа на лигата (1): 2019/20

### Португалия до 21 г.
- Сребърен медал на Европейско първенство до 21 години (1): 2015